# Coupe du monde de ski alpin 1986-1987
Navigation
Édition précédente Édition suivante
La coupe du monde de ski alpin 1986-1987 commence le 15 août 1986 avec la descente hommes de Las Lenas I et se termine le 22 mars 1987 avec les géants hommes et femmes de Sarajevo.
Les hommes disputent 34 épreuves : 11 descentes, 5 super-G, 8 géants, 8 slaloms et 2 combinés.
Les femmes disputent 31 épreuves : 7 descentes, 5 super-G, 8 géants, 10 slaloms et 1 combiné.
Les championnats du monde sont disputés à Crans Montana du 27 janvier au 8 février 1987.

## Tableau d'honneur
| Catégorie | Messieurs         | Dames                          |
| --------- | ----------------- | ------------------------------ |
| Général   | Pirmin Zurbriggen | Maria Walliser                 |
| Descente  | Pirmin Zurbriggen | Michela Figini                 |
| Super G   | Pirmin Zurbriggen | Maria Walliser                 |
| Géant     | Pirmin Zurbriggen | Maria Walliser Vreni Schneider |
| Slalom    | Bojan Krizaj      | Corinne Schmidhauser           |
| Combiné   | Pirmin Zurbriggen | Brigitte Örtli                 |

## Résumé de la saison
Après deux saisons perturbées par les blessures, Pirmin Zurbriggen survole la coupe du monde 1986-1987 et s'adjuge un deuxième globe de cristal.
Le suisse remporte 11 victoires (5 descentes, 1 super-G, 3 géants et 2 combinés) – une performance seulement réalisée par Jean-Claude Killy (12 succès en 1967), Ingemar Stenmark (13 succès en 1979 et 11 succès en 1980) et Marc Girardelli (11 succès en 1985) – ainsi que les classements de la descente, du super-G, du géant et du combiné.
Le début de saison est disputé entre Richard Pramotton (vainqueur des géants de Sestrières et Alta Badia I), Pirmin Zurbriggen (vainqueur des descentes de Las Lenas II et Val-d'Isère) et Markus Wasmeier (vainqueur du super-G de Val-d'Isère).
Pirmin Zurbriggen s'envole en janvier, grâce à des victoires à Garmisch (descente), Adelboden (géants I et II), Wengen (combiné) et Kitzbühel (descente et combiné).
Marc Girardelli se blesse à l'épaule en début de saison et traîne sa misère tout au long de la saison. Le luxembourgeois se ressaisit en fin de saison, gagne 3 courses en mars (super-G de Furano et Nakiska et géant de Sarajevo) et termine à la deuxième place du classement général.
Pour la première fois dans l'histoire de la coupe du monde de ski, les skieurs autrichiens ne remportent aucune course.
Les italiens Richard Pramotton, Alberto Tomba et Oswald Tötsch signent un retentissant triplé dans le géant d’Alta Badia I.
Maria Walliser gagne une deuxième coupe du monde de ski d'affilée et bat sa compatriote Vreni Schneider de seulement 7 points.
La coupe du monde 1987 est un chassé-croisé entre Maria Walliser et Vreni Schneider.
Maria Walliser gagne définitivement le globe de cristal grâce à un succès dans l'avant-dernière course de la saison, le super-G de Vail II.
Maria Walliser et Vreni Schneider clôturent la saison en remportant ex æquo le géant de Sarajevo.
La domination de l'équipe de Suisse est encore plus forte que lors de la saison 1984-1985 avec :
- les 5 premières du classement général : Maria Walliser devance Vreni Schneider, Brigitte Örtli, Erika Hess et Michela Figini,

- les 5 globes de cristal : Michela Figini en descente, Maria Walliser en super-G, Maria Walliser et Vreni Schneider ex æquo en géant, Corinne Schmidhauser en slalom et Brigitte Örtli en combiné,

- 22 victoires sur 31 épreuves.

## Système de points
Le vainqueur d'une épreuve de coupe du monde se voit attribuer 25 points pour le classement général. Les skieurs classés aux quinze premières places marquent des points.
| Place  | 1er | 2d | 3e | 4e | 5e | 6e | 7e | 8e | 9e | 10e | 11e | 12e | 13e | 14e | 15e |
| ------ | --- | -- | -- | -- | -- | -- | -- | -- | -- | --- | --- | --- | --- | --- | --- |
| Points | 25  | 20 | 15 | 12 | 11 | 10 | 9  | 8  | 7  | 6   | 5   | 4   | 3   | 2   | 1   |

## Classement général
| Rang | Nom               | Points | Victoire(s) | Podium(s) |
| ---- | ----------------- | ------ | ----------- | --------- |
| 1    | Pirmin Zurbriggen | 339    | 11          | 15        |
| 2    | Marc Girardelli   | 190    | 3           | 7         |
| 3    | Markus Wasmeier   | 174    | 3           | 7         |
| 4    | Joël Gaspoz       | 153    | 3           | 6         |
| 5    | Richard Pramotton | 139    | 2           | 6         |
| 6    | Ingemar Stenmark  | 134    | 2           | 5         |
| 7    | Leonhard Stock    | 97     | -           | 3         |
| 8    | Roberto Erlacher  | 94     | -           | 2         |
| 9    | Peter Müller      | 90     | 3           | 6         |
| 9    | Bojan Krizaj      | 90     | 2           | 5         |
| 11   | Karl Alpiger      | 87     | -           | 3         |
| 12   | Franz Heinzer     | 84     | 1           | 5         |
| 13   | Günther Mader     | 83     | -           | 1         |
| 14   | Hubert Strolz     | 81     | -           | 2         |
| 15   | Alberto Tomba     | 76     | -           | 1         |
| 16   | Michael Mair      | 74     | -           | 4         |
| 17   | Armin Bittner     | 69     | 1           | 3         |
| 18   | Daniel Mahrer     | 66     | -           | 2         |
| 19   | Rudolf Nierlich   | 63     | -           | 1         |
| 19   | Andreas Wenzel    | 63     | -           | 1         |

| Rang | Nom                    | Points | Victoire(s) | Podium(s) |
| ---- | ---------------------- | ------ | ----------- | --------- |
| 1    | Maria Walliser         | 269    | 7           | 15        |
| 2    | Vreni Schneider        | 262    | 6           | 11        |
| 3    | Brigitte Örtli         | 206    | 1           | 6         |
| 4    | Erika Hess             | 169    | 2           | 6         |
| 5    | Michela Figini         | 162    | 3           | 5         |
| 6    | Tamara McKinney        | 127    | 2           | 4         |
| 7    | Mateja Svet            | 126    | -           | 4         |
| 8    | Blanca Fernandez-Ochoa | 121    | -           | 4         |
| 9    | Sigrid Wolf            | 119    | 2           | 4         |
| 10   | Catherine Quittet      | 118    | 1           | 3         |
| 10   | Marina Kiehl           | 118    | 1           | 2         |
| 12   | Corinne Schmidhauser   | 112    | 3           | 5         |
| 13   | Michaela Gerg-Leitner  | 109    | 1           | 1         |
| 14   | Anita Wachter          | 107    | -           | 2         |
| 15   | Laurie Graham          | 76     | 1           | 3         |
| 16   | Elisabeth Kirchler     | 74     | -           | 1         |
| 17   | Regine Mösenlechner    | 69     | -           | 2         |
| 18   | Camilla Nilsson        | 67     | 1           | 1         |
| 19   | Sylvia Eder            | 63     | -           | -         |
| 20   | Roswitha Steiner       | 62     | -           | 3         |

## Classements de chaque discipline
Les noms en gras remportent les titres des disciplines.

### Descente
| Rang | Nom               | Points | Victoire(s) | Podium(s) |
| ---- | ----------------- | ------ | ----------- | --------- |
| 1    | Pirmin Zurbriggen | 125    | 5           | 5         |
| 2    | Peter Müller      | 105    | 3           | 6         |
| 3    | Franz Heinzer     | 90     | 1           | 5         |
| 4    | Markus Wasmeier   | 83     | 1           | 3         |
| 5    | Michael Mair      | 82     | -           | 4         |
| 6    | Karl Alpiger      | 79     | -           | 3         |
| 7    | Daniel Mahrer     | 68     | -           | 2         |
| 8    | Rob Boyd          | 62     | 1           | 1         |
| 9    | Peter Wirnsberger | 57     | -           | 1         |
| 10   | Marc Girardelli   | 56     | -           | 1         |
| 10   | Leonhard Stock    | 56     | -           | 1         |

| Rang | Nom                 | Points | Victoire(s) | Podium(s) |
| ---- | ------------------- | ------ | ----------- | --------- |
| 1    | Michela Figini      | 93     | 3           | 3         |
| 2    | Maria Walliser      | 90     | -           | 2         |
| 3    | Laurie Graham       | 86     | 1           | 3         |
| 4    | Regine Mösenlechner | 71     | -           | 2         |
| 5    | Sigrid Wolf         | 61     | 2           | 2         |
| 6    | Marina Kiehl        | 35     | -           | -         |
| 7    | Brigitte Örtli      | 33     | -           | -         |
| 8    | Elisabeth Kirchler  | 32     | -           | 1         |
| 9    | Catherine Quittet   | 31     | -           | 1         |
| 10   | Béatrice Gafner     | 30     | 1           | 1         |

### Super G
| Rang | Nom               | Points | Victoire(s) | Podium(s) |
| ---- | ----------------- | ------ | ----------- | --------- |
| 1    | Pirmin Zurbriggen | 85     | 1           | 4         |
| 2    | Marc Girardelli   | 65     | 2           | 3         |
| 3    | Markus Wasmeier   | 50     | 2           | 2         |
| 4    | Roberto Erlacher  | 44     | -           | 1         |
| 5    | Leonhard Stock    | 42     | -           | 2         |
| 6    | Herbert Renoth    | 32     | -           | -         |
| 7    | Günther Mader     | 29     | -           | -         |
| 8    | Richard Pramotton | 28     | -           | 1         |
| 9    | Michael Eder      | 26     | -           | -         |
| 10   | Guido Hinterseer  | 24     | -           | -         |

| Rang | Nom                    | Points | Victoire(s) | Podium(s) |
| ---- | ---------------------- | ------ | ----------- | --------- |
| 1    | Maria Walliser         | 82     | 3           | 3         |
| 2    | Catherine Quittet      | 57     | 1           | 2         |
| 3    | Marina Kiehl           | 52     | 1           | 2         |
| 4    | Brigitte Örtli         | 49     | -           | 1         |
| 5    | Anita Wachter          | 47     | -           | 2         |
| 6    | Vreni Schneider        | 44     | -           | 1         |
| 7    | Michaela Gerg-Leitner  | 43     | -           | -         |
| 8    | Sigrid Wolf            | 35     | -           | 2         |
| 9    | Traudl Hächer          | 31     | -           | 1         |
| 9    | Blanca Fernandez-Ochoa | 31     | -           | -         |

### Géant
| Rang | Nom               | Points | Victoire(s) | Podium(s) |
| ---- | ----------------- | ------ | ----------- | --------- |
| 1    | Pirmin Zurbriggen | 102    | 3           | 4         |
| 2    | Joël Gaspoz       | 102    | 2           | 4         |
| 3    | Richard Pramotton | 95     | 2           | 4         |
| 4    | Hubert Strolz     | 66     | -           | 2         |
| 5    | Marc Girardelli   | 65     | 1           | 3         |
| 6    | Markus Wasmeier   | 59     | -           | 2         |
| 7    | Ingemar Stenmark  | 58     | -           | 1         |
| 8    | Roberto Erlacher  | 57     | -           | 1         |
| 9    | Alberto Tomba     | 52     | -           | 1         |
| 10   | Helmut Mayer      | 39     | -           | -         |

| Rang | Nom                    | Points | Victoire(s) | Podium(s) |
| ---- | ---------------------- | ------ | ----------- | --------- |
| 1    | Maria Walliser         | 120    | 4           | 7         |
| 1    | Vreni Schneider        | 120    | 4           | 6         |
| 3    | Blanca Fernandez-Ochoa | 78     | -           | 3         |
| 4    | Erika Hess             | 62     | -           | 1         |
| 5    | Michela Figini         | 55     | -           | 2         |
| 6    | Mateja Svet            | 51     | -           | 2         |
| 7    | Michaela Gerg-Leitner  | 48     | 1           | 1         |
| 8    | Brigitte Örtli         | 42     | -           | 1         |
| 8    | Marina Kiehl           | 42     | -           | -         |
| 10   | Tamara McKinney        | 30     | -           | -         |
| 10   | Catherine Quittet      | 30     | -           | -         |

### Slalom
| Rang | Nom                 | Points | Victoire(s) | Podium(s) |
| ---- | ------------------- | ------ | ----------- | --------- |
| 1    | Bojan Križaj        | 105    | 2           | 5         |
| 2    | Ingemar Stenmark    | 96     | 2           | 4         |
| 3    | Armin Bittner       | 78     | 1           | 3         |
| 4    | Joël Gaspoz         | 71     | 1           | 2         |
| 5    | Grega Benedik       | 55     | 1           | 1         |
| 6    | Mathias Berthold    | 54     | -           | 1         |
| 7    | Dietmar Kohlbichler | 52     | -           | 1         |
| 8    | Günther Mader       | 42     | -           | 1         |
| 9    | Didier Bouvet       | 41     | -           | 1         |
| 10   | Jonas Nilsson       | 35     | -           | 1         |

| Rang | Nom                  | Points | Victoire(s) | Podium(s) |
| ---- | -------------------- | ------ | ----------- | --------- |
| 1    | Corinne Schmidhauser | 110    | 3           | 5         |
| 2    | Tamara McKinney      | 99     | 2           | 4         |
| 3    | Erika Hess           | 96     | 2           | 4         |
| 4    | Vreni Schneider      | 84     | 2           | 3         |
| 5    | Brigitte Örtli       | 77     | -           | 3         |
| 6    | Roswitha Steiner     | 74     | -           | 3         |
| 7    | Monika Maierhofer    | 67     | -           | 2         |
| 8    | Camilla Nilsson      | 66     | 1           | 1         |
| 9    | Mateja Svet          | 55     | -           | 1         |
| 10   | Karin Buder          | 53     | -           | 1         |

### Combiné
| Rang | Nom               | Points | Victoire(s) | Podium(s) |
| ---- | ----------------- | ------ | ----------- | --------- |
| 1    | Pirmin Zurbriggen | 50     | 2           | 2         |
| 2    | Andreas Wenzel    | 20     | -           | 1         |

| Rang | Nom             | Points | Victoire(s) | Podium(s) |
| ---- | --------------- | ------ | ----------- | --------- |
| 1    | Brigitte Örtli  | 25     | 1           | 1         |
| 2    | Vreni Schneider | 20     | -           | 1         |
| 3    | Erika Hess      | 15     | -           | 1         |
| 4    | Maria Walliser  | 12     | -           | -         |
| 5    | Karen Percy     | 11     | -           | -         |
| 6    | Sylvia Eder     | 10     | -           | -         |

## Calendrier et résultats

### Messieurs
| Date             | Lieu          | Épreuve     | Vainqueur         | Second              | Troisième                  |
| ---------------- | ------------- | ----------- | ----------------- | ------------------- | -------------------------- |
| 15 aout 1986     | Las Lenas     | Descente I  | Peter Müller      | Karl Alpiger        | Franz Heinzer              |
| 16 aout 1986     | Las Lenas     | Descente II | Pirmin Zurbriggen | Leonhard Stock      | Peter Müller Franz Heinzer |
| 29 novembre 1986 | Sestrière     | Slalom      | Ingemar Stenmark  | Jonas Nilsson       | Richard Pramotton          |
| 30 novembre 1986 | Sestrière     | Géant       | Richard Pramotton | Hubert Strolz       | Pirmin Zurbriggen          |
| 5 décembre 1986  | Val d'Isère   | Descente    | Pirmin Zurbriggen | Markus Wasmeier     | Michael Mair               |
| 6 décembre 1986  | Val d'Isère   | Super G     | Markus Wasmeier   | Roberto Erlacher    | Marc Girardelli            |
| 13 décembre 1986 | Val Gardena   | Descente    | Rob Boyd          | Michael Mair        | Markus Wasmeier            |
| 14 décembre 1986 | Alta Badia    | Géant I     | Richard Pramotton | Alberto Tomba       | Oswald Tötsch              |
| 15 décembre 1986 | Alta Badia    | Géant II    | Joël Gaspoz       | Richard Pramotton   | Markus Wasmeier            |
| 16 décembre 1986 | Madonna       | Slalom      | Ivano Edalini     | Ingemar Stenmark    | Joël Gaspoz                |
| 19 décembre 1986 | Kranjska Gora | Géant       | Joël Gaspoz       | Roberto Erlacher    | Richard Pramotton          |
| 20 décembre 1986 | Kranjska Gora | Slalom      | Bojan Križaj      | Rok Petrovič        | Ingemar Stenmark           |
| 21 décembre 1986 | Hinterstoder  | Slalom      | Armin Bittner     | Bojan Križaj        | Oswald Tötsch              |
| 4 janvier 1987   | Laax          | Descente    | Franz Heinzer     | Peter Wirnsberger   | Erwin Resch                |
| 10 janvier 1987  | Garmisch      | Descente    | Pirmin Zurbriggen | Michael Mair        | Peter Müller               |
| 11 janvier 1987  | Garmisch      | Super G     | Markus Wasmeier   | Pirmin Zurbriggen   | Alberto Ghidoni            |
| 13 janvier 1987  | Adelboden     | Géant I     | Pirmin Zurbriggen | Marc Girardelli     | Hubert Strolz              |
| 17 janvier 1987  | Wengen        | Descente    | Markus Wasmeier   | Karl Alpiger        | Franz Heinzer              |
| 18 janvier 1987  | Wengen        | Slalom      | Joël Gaspoz       | Dietmar Kohlbichler | Bojan Križaj               |
| 18 janvier 1987  | Wengen        | Combiné     | Pirmin Zurbriggen |                     |                            |
| 20 janvier 1987  | Adelboden     | Géant II    | Pirmin Zurbriggen | Joël Gaspoz         | Ingemar Stenmark           |
| 25 janvier 1987  | Kitzbühel     | Descente    | Pirmin Zurbriggen | Erwin Resch         | Peter Müller               |
| 25 janvier 1987  | Kitzbühel     | Slalom      | Bojan Križaj      | Mathias Berthold    | Armin Bittner              |
| 25 janvier 1987  | Kitzbühel     | Combiné     | Pirmin Zurbriggen | Andreas Wenzel      |                            |
| 14 février 1987  | Le Markstein  | Slalom      | Ingemar Stenmark  | Armin Bittner       | Günther Mader              |
| 15 février 1987  | Todtnau       | Géant       | Pirmin Zurbriggen | Marc Girardelli     | Markus Wasmeier            |
| 28 février 1987  | Furano        | Descente    | Peter Müller      | Marc Girardelli     | Michael Mair               |
| 1er mars 1987    | Furano        | Super G     | Marc Girardelli   | Pirmin Zurbriggen   | Leonhard Stock             |
| 7 mars 1987      | Aspen         | Descente    | Pirmin Zurbriggen | Daniel Mahrer       | Karl Alpiger               |
| 8 mars 1987      | Aspen         | Super G     | Pirmin Zurbriggen | Richard Pramotton   | Peter Roth                 |
| 14 mars 1987     | Nakiska       | Descente    | Peter Müller      | Franz Heinzer       | Daniel Mahrer              |
| 15 mars 1987     | Nakiska       | Super G     | Marc Girardelli   | Pirmin Zurbriggen   | Leonhard Stock             |
| 21 mars 1987     | Sarajevo      | Slalom      | Grega Benedik     | Bojan Križaj        | Didier Bouvet              |
| 22 mars 1987     | Sarajevo      | Géant       | Marc Girardelli   | Joël Gaspoz         | Rudolf Nierlich            |

### Dames
| Date             | Lieu              | Épreuve     | Vainqueur                      | Seconde                | Troisième                |
| ---------------- | ----------------- | ----------- | ------------------------------ | ---------------------- | ------------------------ |
| 29 novembre 1986 | Park City         | Géant       | Michaela Gerg-Leitner          | Mateja Svet            | Vreni Schneider          |
| 30 novembre 1986 | Park City         | Slalom      | Corinne Schmidhauser           | Tamara McKinney        | Roswitha Steiner         |
| 5 décembre 1986  | Waterville Valley | Slalom      | Erika Hess                     | Brigitte Örtli         | Karin Buder              |
| 6 décembre 1986  | Waterville Valley | Géant       | Vreni Schneider                | Maria Walliser         | Josée Lacasse            |
| 12 décembre 1986 | Val d'Isère       | Descente I  | Michela Figini                 | Maria Walliser         | Heidi Zurbriggen         |
| 13 décembre 1986 | Val d'Isère       | Descente II | Laurie Graham                  | Maria Walliser         | Catherine Quittet        |
| 14 décembre 1986 | Val d'Isère       | Super G     | Maria Walliser                 | Catherine Quittet      | Vreni Schneider          |
| 17 décembre 1986 | Courmayeur        | Slalom I    | Vreni Schneider                | Tamara McKinney        | Brigitte Örtli           |
| 18 décembre 1986 | Courmayeur        | Slalom II   | Tamara McKinney                | Roswitha Steiner       | Monika Maierhofer        |
| 20 décembre 1986 | Val Zoldana       | Géant       | Maria Walliser                 | Blanca Fernandez-Ochoa | Michela Figini           |
| 21 décembre 1986 | Val Zoldana       | Slalom      | Erika Hess                     | Brigitte Örtli         | Claudia Strobl           |
| 4 janvier 1987   | Maribor           | Slalom      | Camilla Nilsson                | Vreni Schneider        | Corinne Schmidhauser     |
| 5 janvier 1987   | Saalbach          | Géant       | Vreni Schneider                | Mateja Svet            | Maria Walliser           |
| 6 janvier 1987   | Saalbach          | Super G     | Maria Walliser                 | Brigitte Örtli         | Mateja Svet              |
| 10 janvier 1987  | Mellau            | Descente    | Beatrice Gafner                | Maria Walliser         | Sieglinde Winkler        |
| 11 janvier 1987  | Mellau            | Slalom      | Tamara McKinney                | Mateja Svet            | Małgorzata Tlałka-Mogore |
| 11 janvier 1987  | Mellau            | Combiné     | Brigitte Örtli                 | Vreni Schneider        | Erika Hess               |
| 16 janvier 1987  | Pfronten          | Descente    | Michela Figini                 | Regine Mösenlechner    | Maria Walliser           |
| 17 janvier 1987  | Pfronten          | Super G     | Catherine Quittet              | Traudl Hächer          | Marina Kiehl             |
| 18 janvier 1987  | Bischofswiesen    | Géant       | Maria Walliser                 | Vreni Schneider        | Brigitte Örtli           |
| 13 février 1987  | Megève            | Géant       | Vreni Schneider                | Blanca Fernandez-Ochoa | Maria Walliser           |
| 14 février 1987  | Saint-Gervais     | Slalom      | Vreni Schneider                | Corinne Schmidhauser   | Blanca Fernandez-Ochoa   |
| 15 février 1987  | Sörenberg         | Slalom      | Corinne Schmidhauser           | Monika Maierhofer      | Erika Hess               |
| 27 février 1987  | Zwiesel           | Géant       | Maria Walliser                 | Erika Hess             | Blanca Fernandez-Ochoa   |
| 28 février 1987  | Zwiesel           | Slalom      | Corinne Schmidhauser           | Erika Hess             | Roswitha Steiner         |
| 13 mars 1987     | Vail              | Descente I  | Sigrid Wolf                    | Elisabeth Kirchler     | Pam Fletcher             |
| 14 mars 1987     | Vail              | Descente II | Sigrid Wolf                    | Laurie Graham          | Maria Walliser           |
| 15 mars 1987     | Vail              | Super G I   | Marina Kiehl                   | Anita Wachter          | Sigrid Wolf              |
| 15 mars 1987     | Vail              | Super G II  | Maria Walliser                 | Sigrid Wolf            | Anita Wachter            |
| 8 mars 1987      | Nakiska           | Descente    | Michela Figini                 | Laurie Graham          | Regine Mösenlechner      |
| 22 mars 1987     | Sarajevo          | Géant       | Maria Walliser Vreni Schneider |                        | Michela Figini           |

## Coupe des nations
| Rang | Nom                  | Points | Victoire(s) | Podium(s) |
| ---- | -------------------- | ------ | ----------- | --------- |
| 1    | Suisse               | 2293   | 41          | 87        |
| 2    | Autriche             | 1539   | 2           | 27        |
| 3    | Allemagne de l'Ouest | 964    | 6           | 17        |
| 4    | Italie               | 719    | 3           | 17        |
| 5    | Yougoslavie          | 331    | 3           | 10        |
| 6    | France               | 309    | 1           | 5         |
| 7    | Suède                | 298    | 3           | 7         |
| 7    | Canada               | 298    | 2           | 4         |
| 9    | États-Unis           | 273    | 2           | 5         |
| 10   | Luxembourg           | 190    | 3           | 7         |

| Rang | Nom                  | Points | Victoire(s) | Podium(s) |
| ---- | -------------------- | ------ | ----------- | --------- |
| 1    | Suisse               | 931    | 18          | 37        |
| 2    | Autriche             | 818    | -           | 12        |
| 3    | Italie               | 605    | 3           | 17        |
| 4    | Allemagne de l'Ouest | 505    | 4           | 11        |
| 5    | Suède                | 198    | 2           | 6         |
| 6    | Yougoslavie          | 191    | 3           | 7         |
| 7    | Luxembourg           | 190    | 3           | 7         |
| 8    | Canada               | 115    | 1           | 1         |
| 9    | Liechtenstein        | 91     | -           | 1         |
| 10   | France               | 82     | -           | 1         |

| Rang | Nom                  | Points | Victoire(s) | Podium(s) |
| ---- | -------------------- | ------ | ----------- | --------- |
| 1    | Suisse               | 1362   | 23          | 50        |
| 2    | Autriche             | 721    | 2           | 15        |
| 3    | Allemagne de l'Ouest | 459    | 2           | 6         |
| 4    | États-Unis           | 238    | 2           | 5         |
| 5    | France               | 227    | 1           | 4         |
| 6    | Canada               | 183    | 1           | 3         |
| 7    | Yougoslavie          | 140    | -           | 3         |
| 8    | Espagne              | 121    | -           | 4         |
| 9    | Italie               | 114    | -           | -         |
| 10   | Suède                | 100    | 1           | 1         |

Classement final